# Вальтер Шнайтер
Вальтер Шнайтер (нім. Walter Schneiter, 2 липня 1923 — 2 вересня 1972) — швейцарський футболіст, що грав на позиції нападника, зокрема, за клуб «Цюрих», а також національну збірну Швейцарії.

## Клубна кар'єра
У футболі дебютував 1936 року виступами за команду «Цюрих», в якій провів шість сезонів.
Протягом 1942—1943 років захищав кольори клубу «Кантональ Невшатель».
Своєю грою за останню команду знову привернув увагу представників тренерського штабу клубу «Цюрих», до складу якого повернувся 1943 року. Цього разу відіграв за команду з Цюриха наступні одинадцять сезонів своєї ігрової кар'єри.
Завершив професійну ігрову кар'єру у клубі «Баден», за команду якого виступав протягом 1954—1955 років.

## Виступи за збірну
1949 року дебютував в офіційних матчах у складі національної збірної Швейцарії. Протягом кар'єри у національній команді провів у її формі 3 матчі.
Був присутній в заявці збірної на чемпіонаті світу 1950 року у Бразилії, але на поле не виходив.
Помер 2 вересня 1972 року на 50-му році життя.